# Auto Group Nordvest
Auto Group Nordvest A/S er en dansk bilforhandler- og autoværkstedskæde med syv afdelinger i Vestjylland samt hovedkvarter i Herning. De forhandler, markedsfører, servicerer og vedligeholder personbiler og varebiler af mærkerne Volkswagen, Skoda, Seat og Cupra. Auto Group Nordvest har afdelinger i Herning, Thisted, Nykøbing Mors, Holstebro, Ringkøbing og Lemvig.
Auto Group Nordvest A/S er grundlagt i 2016. I 2024 havde virksomheden 134 ansatte.